# نهر شيخ (بوزي)
نهر شيخ (بالفارسية: نهرشیخ) هي منطقة سكنية تقع في إيران في قسم بوزي الريفي. يقدر عدد سكانها بـ 139 نسمة بحسب إحصاء 2016.